# (3332) Raksha
(3332) Raksha (1978 RF1; 1978 NT1; 1974 OR; 1970 PP; 1962 TH; 1952 CB; 1950 TC4; 1936 FT) ist ein ungefähr 14,5 Kilometer großer Asteroid des mittleren Hauptgürtels, der am 4. Juli 1978 von der russischen, damals sowjetischen, Astronomin Ljudmila Iwanowna Tschernych (1935–2017) am Krim-Observatorium (Zweigstelle Nautschnyj) auf der Halbinsel Krim (IAU-Code: 095) entdeckt wurde. Die Bahnelemente von (3332) Raksha ähneln sich mit denen der Asteroiden (89) Julia, (170) Maria und (232) Russia.

## Benennung
(3332) Raksha wurde nach Juri Michailowitsch Rakscha (1937–1980; russisch Юрий Михайлович Ракша, englisch Yurij Mikhajlovich Raksha, wissenschaftliche Transliteration Jurij Michajlovič Rakša) benannt, der ein sowjetischer Maler und Filmregisseur war.